# 테오도로스 딜리얀니스
테오도로스 딜리얀니스(그리스어: Θεόδωρος Δηλιγιάννης, 1820년 1월 2일 ~ 1905년 6월 13일)은 그리스의 정치가이다.

## 생애
그는 펠로폰니소스의 라가디아에서 태어났다. 아테네에서 법을 공부하였으며, 1843년에 내무부에 들어갔으며 1859년에 장관이 되었다. 1862년, 오톤 임금이 폐위될 당시 그는 과도 정부에서 외무 장관을 지냈다. 1867년, 그는 파리에서 그리스 장관을 지냈다. 아테네로 돌아온 그는 여러 내각에서 다양한 분야의 장관직을 지냈으며, 그의 정적 하릴라오스 트리쿠피스에 반대하는 사람들이 그를 중심으로 결집하게 된다. 그는 알렉산드로스 쿠문두로스 이후 민족당의 지도자가 된다.
1877년 소위 '거국 정부' 당시 그는 터키와 전쟁을 치르는 쪽을 지지하였으며, 거국 정부가 무너진 뒤 쿠문두로스 내각에서 외무 장관을 지냈다. 그는 1878년 베를린 회의에서 그리스 대표단이었다. 이때부터, 특히 1882년 이후로 트리쿠피스가 다시 집권하면서 그와 딜리얀니스의 갈등은 향후 그리스 정국의 주된 양상이 되었다.
딜리얀니스는 1885년에 처음으로 집권하였으나 그의 호전적인 전쟁 정책으로 터키를 위협을 느꼈으며, 열강은 유럽 전쟁이 일어날 위험을 피하기 위해 그리스의 양보를 강요하면서 실패하게 된다. 열강은 그의 과도한 군비 확장을 막기 위해 피레아스와 다른 항구들을 봉쇄하였으며, 이 일로 그는 실각한다. 딜리얀니스는 1890년에 야심찬 계획을 내놓고 다시 집권하였는데, 재정 위기를 제대로 처리하지 못하면서 임금과 대립하였으며, 그의 무례한 태도로 말미암아 1892년에 해임되었다. 그는 대중이 자신의 편에 서 주리라 확신하였으나, 선거에서 그는 크게 패하였다.

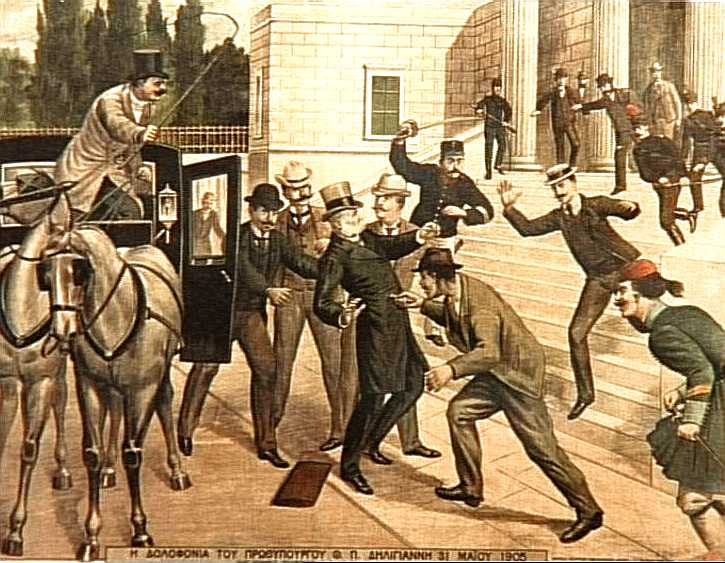
딜리얀니스의 죽음. 당대의 유색 석판화.

그러나 1895년에 그는 다시 총리가 되었으며, 크리티 위기와 1897년의 터키와 일어난 전쟁 당시 정부 수반이 되었다. 딜리얀니스가 자신의 의지와 달리 패전으로 치달으면서 1897년 4월에 그의 지지율은 떨어졌으며, 국왕은 총리가 사임을 거부하자 다시 그를 해임하였다. 딜리얀니스는 1899년 선거에서 자신의 의석을 지키긴 했지만, 그의 영향력은 줄어들었다. 그러나 그는 다시 영향력을 회복하였으며, 다시 평의회 의장과 내무 장관이 되었으나, 그가 도박소에 엄격한 조치를 취한 것에 대한 복수로 1905년 6월 13일에 암살당하였다. 그를 살해한 자는 게라카리스라는 전문 도박사로, 의회에 들어가던 딜리얀니스의 배를 검으로 찔렀다. 이 사건은 오후 5시에 일어났는데, 응급 조치로도 내출혈을 멈추게 하지 못해서 그는 오후 7시 30분에 세상을 떠났다.